# پاتنام (کنتیکت)
پاتنام (به انگلیسی: Putnam) یک منطقهٔ مسکونی در ایالات متحده آمریکا است که در شهرستان ویندهام، کنتیکت واقع شده‌است. پاتنام ۵۲٫۸ کیلومتر مربع مساحت و ۹٬۵۸۴ نفر جمعیت دارد و ۱۲۵ متر بالاتر از سطح دریا واقع شده‌است.